# Municipio de Priekuļi
El municipio de Priekuļu (en Letón: Priekuļu novads) es uno de los ciento diez municipios de Letonia, se encuentra localizado en el suroeste de dicho país báltico. Fue creado durante el año 2009 después de una reorganización territorial. La capital es la villa de Priekuļi.

## Ciudades y zonas rurales
- Liepas pagasts (zona rural)
- Mārsnēnu pagasts (zona rural)
- Priekuļu pagasts (zona rural)
- Veselavas pagasts (zona rural)

## Población y territorio
Su población se encuentra compuesta por un total de 9.550 personas (2009). La superficie de este municipio abarca una extensión de territorio de unos 301,8 kilómetros cuadrados. La densidad poblacional es de 31,64 habitantes por cada kilómetro cuadrado.